# Оук Гроув (округ Вашингтон, Тенеси)
Оук Гроув (енгл. Oak Grove, Washington County) насељено је место без административног статуса у америчкој савезној држави Тенеси.

## Демографија
По попису из 2010. године број становника је 4.425, што је 353 (8,7%) становника више него 2000. године.
| Група             | 2000.         | 2010.         |
| Белци             | 3.957 (97,2%) | 4.209 (95,1%) |
| Афроамериканци    | 33 (0,8%)     | 55 (1,2%)     |
| Азијати           | 8 (0,2%)      | 23 (0,5%)     |
| Хиспаноамериканци | 33 (0,8%)     | 71 (1,6%)     |
| Укупно            | 4.072         | 4.425         |